# Аллен, Джо
Джо́зеф (Джо) Майкл А́ллен (англ. Joseph Michael Allen; род. 14 марта 1990, Кармартен) — бывший валлийский футболист, опорный полузащитник. Выступал за национальную сборную Уэльса.

## Клубная карьера
Аллен перешёл в «Суонси Сити» в возрасте девяти лет, выступая за юношеские и молодёжные составы клуба. В сезоне 2006/07 он был включён в заявку «Суонси» на матч Кубка Англии против «Шеффилд Юнайтед». Две недели спустя 16-летний Аллен дебютировал за «Суонси» в Премьер-кубке Уэльса в матче против «Порт-Толбот Таун», в котором «лебеди» проиграли со счётом 2:1 в овертайме. 5 мая 2007 года Джо дебютировал в Футбольной лиге в матче против «Блэкпула».
В августе 2007 года Аллен подписал первый в своей карьере профессиональный контракт с клубом до 2010 года. Вскоре после подписания контракта он вышел в стартовом составе на игру в Кубке Футбольной лиги против «Рединга», в которой был признан «игроком матча».
В следующем сезоне, в котором «Суонси» вышел в Чемпионате Футбольной лиги, Аллен редко пробивался в основной состав из-за высокой конкуренции на позиции полузащитника. В октябре 2008 года он перешёл в клуб «Рексем» на правах аренды сроком на один сезон, и уже в первом своём матче за новый клуб забил гол с расстояния 25 ярдов в ворота «Йорк Сити». Однако вскоре он получил травму, из-за которой выбыл из строя на месяц. Восстановившись от травмы, в декабре Джо сыграл за «Суонси» в матче против «Барнсли». «Суонси» проигрывал по ходу матча со счётом 2:0, после чего на поле вышел Аллен, и «лебеди» сумели сравнять счёт. Встреча завершилась со счётом 2:2, а Джо Аллен был вновь признан «игроком матча».
В апреле 2009 года Джо Аллен, выйдя на замену, забил свой первый гол за «Суонси» в южноваллийском дерби с «Кардифф Сити». По окончании сезона он подписал с клубом новый контракт до 2012 года.
В сезоне 2009/10 из-за травм Аллен провёл в чемпионате лишь 21 матч. Уже в следующем сезоне он регулярно выходил в основе, сыграв в 43 матчах. По итогам сезона «Суонси» вышел в Премьер-лигу.
Перед началом сезона 2011/12 Аллен продлил свой контракт с клубом до 2015 года.
10 августа 2012 года подписал контракт с английским «Ливерпулем». Сумма сделки составила 13,5 миллионов фунтов.
После удачного выступления на Евро-2016 Аллен сменил клуб, перебравшись из «Ливерпуля» в «Сток Сити».
По сегодняшний день играет под четвёртым номером.

## Карьера в сборной
В августе 2007 года Аллен получил вызов в сборную Уэльса до 21 года на товарищеский матч против Швеции. Он вышел в этом матче на замену и забил победный гол — валлийцы выиграли со счётом 4:3.
В мае 2009 года Аллен дебютировал за первую сборную Уэльса, выйдя на замену в матче против сборной Эстонии. В октябре 2011 года Джо впервые вышел в стартовом составе сборной Уэльса в матче против сборной Швейцарии на стадионе «Либерти». Через четыре дня он вновь вышел в основном составе валлийцев на матч против сборной Болгарии в Софии.

## Достижения

### Командные
«Ливерпуль»
- Финалист Кубка Футбольной лиги: 2015/16
- Финалист Лиги Европы: 2015/16

### Личные
- Футболист года в Уэльсе: 2012
- Вошёл в состав символической сборной по итогам чемпионата Европы по версии УЕФА: 2016

## Личная жизнь
Родной язык Джо — валлийский.